# Rudy Gobert
Rudy Gobert-Bourgarel (* 26. Juni 1992 in Saint-Quentin) ist ein französischer Basketballspieler, der bei den Minnesota Timberwolves in der NBA unter Vertrag steht. Zuvor spielte er lange für die Utah Jazz. Der 2,16 Meter große Center Gobert ist vor allem für seine starke Verteidigung bekannt und gilt als einer der besten Spieler der NBA in Bezug auf das Blocken gegnerischer Würfe. Er wurde in der NBA viermal als bester Verteidiger des Jahres ausgezeichnet und hält damit zusammen mit Dikembe Mutombo und Ben Wallace den Rekord für die meisten Auszeichnungen dieser Art. In der Saison 2019/20 wurde er zum ersten Mal zum All-Star gewählt.

## Frankreich
Rudy Gobert wurde als Sohn einer Französin und des von Guadeloupe stammenden, ehemaligen französischen Basketballnationalspielers Rudy Bourgarel geboren. Aufmerksamkeit erregte Gobert bei der U18-Basketballweltmeisterschaft 2010 in Litauen, wo er bester Shotblocker und Rebounder seiner Mannschaft war und mit Frankreich den siebten Platz errang.
Gobert spielte auf Vereinsebene zunächst für die lokalen Vereine JSC St-Quentin und Saint-Quentin Basket-Ball club, ehe er von 2010 bis 2013 für Cholet Basket in der französischen Liga unter Vertrag stand. Während der Saison 2010/11 erzielte er 4 Punkte und 6 Rebounds pro Spiel. In der darauffolgenden Spielzeit erzielte er 4,1 Punkte und 3,7 Rebounds pro Spiel. In der Saison 2012/13 erzielte Gobert 8,3 Punkte, 5,2 Rebounds und 1,8 Blocks je Begegnung.

## Vereinigte Staaten

### Anfänge in der NBA
Bereits im Vorfeld des Drafts galt Gobert als einer der großen europäischen Talente. Bei den Messungen kam der 2,16 m große Franzose auf eine Armspannweite von 2,37 m, was zu diesem Zeitpunkt einen Rekord bedeutete. Im NBA-Draft 2013 wurde Gobert in der ersten Runde an 27. Stelle von den Denver Nuggets ausgewählt und kurz darauf zu den Utah Jazz transferiert.
In seinem ersten NBA-Jahr erhielt Gobert nicht viel Einsatzzeit. In 45 NBA-Spielen brachte er es in durchschnittlich 9,6 Einsatzminuten auf 2,3 Punkte, 3,4 Rebounds und 0,9 Blocks. Zusätzlich wurde er im damaligen Farmteam der Jazz, Bakersfield Jam, in der D-League eingesetzt.
In seinem zweiten Jahr gelang Gobert der Durchbruch in der NBA. Mit seiner Stärken in der Verteidigung erspielte er sich mehr Einsatzzeit. Nach dem Transfer des nominellen Centers Enes Kanter wurde Gobert in Utahs Anfangsaufstellung befördert. Er nahm zudem an der NBA Rising Stars Challenge teil und erzielte beim Sieg der Weltauswahl gegen die amerikanische Auswahl 18 Punkte und 12 Rebounds. In Folge der Unterbrechung aufgrund des All-Star-Spiels ging es bei den Jazz nicht zuletzt dank Gobert voran, der die Verteidigung der Mannschaft verbesserte. Am 3. März 2015 erzielte Gobert beim 93:82-Sieg über die Memphis Grizzlies eine neue persönliche NBA-Bestmarke von 24 Rebounds. Gobert bestritt in der Hauptrunde der NBA-Saison 2014/15 alle 82 Spiele und erzielte dabei 8,2 Punkte, 9,5 Rebounds und 2,3 Blocks pro Spiel. Am Ende der Saison war er der viertbeste Shotblocker der NBA-Saison. Er belegte zudem den dritten Platz zum meistverbesserten Spieler der Saison sowie den fünften Platz bei der Wahl zum besten Verteidiger der Saison. Mit den Jazz verpasste er jedoch zum zweiten Mal in Folge die Playoff-Qualifikation.

### Aufstieg zum NBA-Spitzenspieler (ab 2015)
In der Saison 2015/16 hatte Gobert mit vielen kleineren Verletzungen zu kämpfen und verpasste 21 Saisonspiele. Dennoch legte er mit 9,1 Punkten und 11,0 Rebounds im Schnitt neue persönliche NBA-Bestwerte hin. Mit Utah verpasste er jedoch erneut knapp den Einzug in die Playoffs. Im Oktober 2016 unterzeichnete Gobert einen mit 102 Millionen US-Dollar dotierten Vierjahresvertrag mit den Jazz. Am 20. März 2017 gelangen Gobert mit acht geblockten Würfen gegen die Indiana Pacers eine neue persönliche Bestmarke in der NBA. Zwei Tage später erzielte Gobert beim 108:101-Sieg der Jazz über die New York Knicks mit 35 Punkten einen weiteren NBA-Bestwert. Mit den Jazz erreichte Gobert erstmals die Playoffs. Dort schied man in der zweiten Runde aus. Gobert wurde am Ende der Saison 2015/16 in das NBA All-Defensive First Team und in das All-NBA Second Team berufen. Bei der Wahl zum besten Verteidiger der Saison belegte Gobert hinter Draymond Green den zweiten Platz und bei der Wahl zum meistverbesserten Spieler der Saison den dritten Platz.

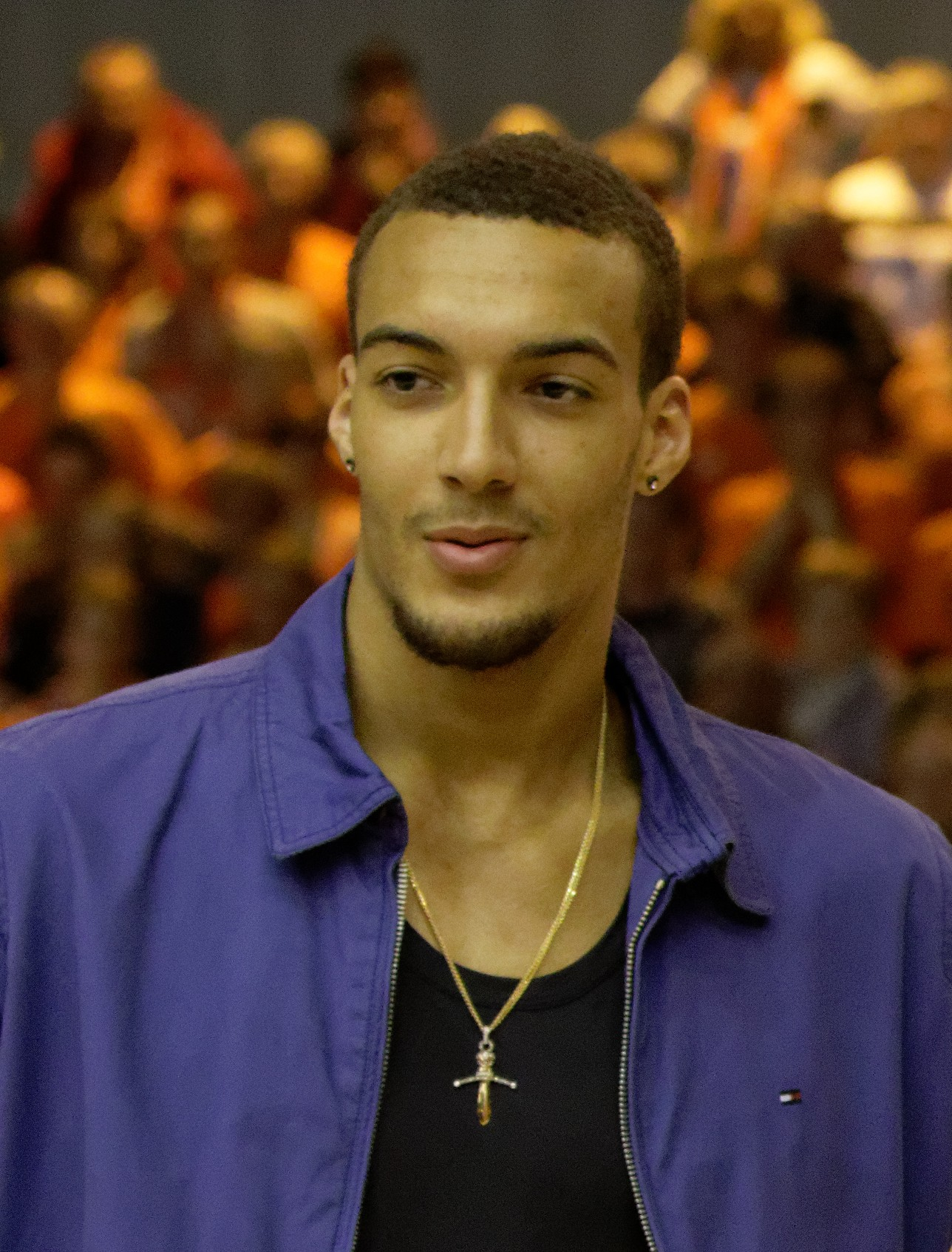
Rudy Gobert (2015)

In der Saison 2017/18 setzte Gobert aufgrund vieler kleinerer Verletzungen fast 30 Spiele aus. Nach seiner Genesung im Januar 2018 führte die Jazz am Ende der Hauptrunde zu vielen wichtigen Siegen und zur anschließenden Playoff-Qualifikation. Der Franzose gewann mit Utah 30 der letzten 35 Saisonspiele, was auch Goberts Rückkehr zu verdanken war. Im Anschluss gewann Gobert erstmals den NBA Defensive Player of the Year Award. Er wurde damit nach Mark Eaton (1985 und 1989) der zweite Spieler der Utah Jazz, dem das gelang.
In der Saison 2018/19 bestritt Gobert 81 Saisonspiele und führte die Jazz in die NBA-Playoffs. Abermals erhielt er die Auszeichnung zum NBA-Verteidiger des Jahres und stellte persönliche NBA-Bestmarken in Punkte, Rebounds und Korbvorlagen auf. In der Saison 2019/20 wurde Gobert erstmals in seiner Karriere zum NBA All-Star Game 2020 berufen.
Mitte März 2020 war Gobert der erste NBA-Spieler, dessen Ansteckung mit dem Coronavirus SARS-CoV-2 bekannt wurde. Die NBA setzte den Spielbetrieb der Saison 2019/20 infolgedessen aus. Gobert bat anschließend öffentlich die Menschen um Entschuldigung, die er in Gefahr gebracht habe, indem er absichtlich Mikrofone von Reporter angefasst hatte. Er habe auf diese Weise einen Spaß machen wollen. Zu dem Zeitpunkt habe er nicht gewusst, dass er den Erreger in sich trug. Er stufte sein Verhalten als verantwortungslos ein. Später ergab eine Untersuchung auf SARS-CoV-2 auch bei Donovan Mitchell, seinem Mitspieler bei den Utah Jazz, eine Ansteckung.
Im Dezember 2020 verlängerte Gobert seinen im Sommer 2021 auslaufenden Vertrag bei den Jazz um weitere fünf Jahre. Mit 205 Millionen US-Dollar Gesamtvolumen war Goberts Vertrag nach Giannis Antetokounmpo und Russell Westbrook der bis dato drittbestdotierte Vertrag der NBA-Geschichte.
Am 10. Juni 2021 wurde bekanntgegeben, dass Gobert erneut zum NBA-Verteidiger des Jahres gewählt wurde. Damit wurde er nach Dikembe Mutombo, Ben Wallace und Dwight Howard zum vierten Spieler in der Geschichte der NBA, der diese Auszeichnung mindestens dreimal erhielt.

### Minnesota Timberwolves (seit 2022)
Am 1. Juli 2022 wurde Gobert an die Minnesota Timberwolves abgegeben, die im Gegenzug Malik Beasley, Leandro Bolmaro, Patrick Beverley, Walker Kessler, Jarred Vanderbilt und vier zukünftige Erstrundenwahlrechte im NBA-Draftverfahren eintauschten. Im letzten Spiel der NBA-Hauptrunde gegen die New Orleans Pelicans verpasste Gobert während einer Auszeit seinen Mitspieler Kyle Anderson einen Schlag und wurde daraufhin für das wichtige Play-in-Spiel gegen die Los Angeles Lakers gesperrt. Goberts Schlag war eine verbale Auseinandersetzung zwischen den beiden Mannschaftskameraden vorausgegangen.
In der NBA-Saison 2023/24 wurde der Franzose zum vierten Mal als bester Verteidiger der Liga ausgezeichnet. Gobert lag in der Abstimmung deutlich vor seinem Landsmann Victor Wembanyama.

## NBA-Statistiken

### Hauptrunde
| Saison   | Team      | GP  | GS  | MPG  | FG % | 3P % | FT % | RPG  | APG | SPG | BPG | PPG  |
| -------- | --------- | --- | --- | ---- | ---- | ---- | ---- | ---- | --- | --- | --- | ---- |
| 2013–14  | Utah      | 45  | 0   | 9.6  | .486 | —    | .492 | 3.4  | 0.2 | 0.2 | 0.9 | 2.3  |
| 2014–15  | Utah      | 82  | 37  | 26.3 | .604 | .000 | .623 | 9.5  | 1.3 | 0.8 | 2.3 | 8.4  |
| 2015–16  | Utah      | 61  | 60  | 31.7 | .559 | —    | .569 | 11.0 | 1.5 | 0.7 | 2.2 | 9.1  |
| 2016–17  | Utah      | 81  | 81  | 33.9 | .661 | .000 | .653 | 12.8 | 1.2 | 0.6 | 2.6 | 14.0 |
| 2017–18  | Utah      | 55  | 55  | 32.4 | .615 | —    | .681 | 10.7 | 1.4 | 0.8 | 2.3 | 13.5 |
| 2018–19  | Utah      | 81  | 80  | 31.8 | .669 | —    | .669 | 12.9 | 2.0 | 0.8 | 2.3 | 15.9 |
| 2019–20  | Utah      | 68  | 68  | 34.3 | .693 | —    | .630 | 13.5 | 1.5 | 0.8 | 2.0 | 15.1 |
| 2020–21  | Utah      | 71  | 71  | 30.8 | .675 | .000 | .623 | 13.5 | 1.3 | 0.6 | 2.7 | 14.3 |
| 2021–22  | Utah      | 66  | 66  | 32.1 | .713 | .000 | .690 | 14.7 | 1.1 | 0.7 | 2.1 | 15.6 |
| 2022–23  | Minnesota | 70  | 70  | 30.7 | .659 | .000 | .644 | 11.6 | 1.2 | 0.8 | 1.4 | 13.4 |
| 2023–24  | Minnesota | 76  | 76  | 34.1 | .661 | .000 | .638 | 12.9 | 1.3 | 0.7 | 2.1 | 14.0 |
| Gesamt   | Gesamt    | 757 | 665 | 30.4 | .655 | .000 | .639 | 11.8 | 1.3 | 0.7 | 2.1 | 12.7 |
| All-Star | All-Star  | 3   | 0   | 14.9 | .900 | —    | .333 | 8.0  | 1.0 | 0.3 | 0.3 | 12.3 |

### Play-offs
| Saison  | Team      | GP | GS | MPG  | FG % | 3P % | FT % | RPG  | APG | SPG | BPG | PPG  |
| ------- | --------- | -- | -- | ---- | ---- | ---- | ---- | ---- | --- | --- | --- | ---- |
| 2016–17 | Utah      | 9  | 9  | 27.3 | .635 | —    | .480 | 9.9  | 1.2 | 1.0 | 1.3 | 11.6 |
| 2017–18 | Utah      | 11 | 11 | 34.8 | .655 | —    | .603 | 10.7 | 1.0 | 0.9 | 2.3 | 13.2 |
| 2018–19 | Utah      | 5  | 5  | 30.4 | .594 | —    | .783 | 10.2 | 1.4 | 0.6 | 2.6 | 11.2 |
| 2019–20 | Utah      | 7  | 7  | 38.6 | .649 | —    | .524 | 11.4 | 1.1 | 0.6 | 1.4 | 16.9 |
| 2020–21 | Utah      | 11 | 11 | 34.2 | .741 | .000 | .636 | 12.3 | 0.8 | 0.5 | 2.1 | 14.7 |
| 2021–22 | Utah      | 6  | 6  | 32.8 | .636 | —    | .682 | 13.2 | 0.5 | 0.2 | 1.0 | 12.0 |
| 2022–23 | Minnesota | 5  | 5  | 35.4 | .630 | —    | .630 | 12.2 | 2.0 | 0.4 | 1.0 | 15.0 |
| 2023–24 | Minnesota | 15 | 15 | 34.1 | .615 | —    | .671 | 9.8  | 1.6 | 0.9 | 1.0 | 12.1 |
| Gesamt  | Gesamt    | 69 | 69 | 33.5 | .650 | .000 | .620 | 11.0 | 1.2 | 0.7 | 1.6 | 13.2 |

## Nationalmannschaft

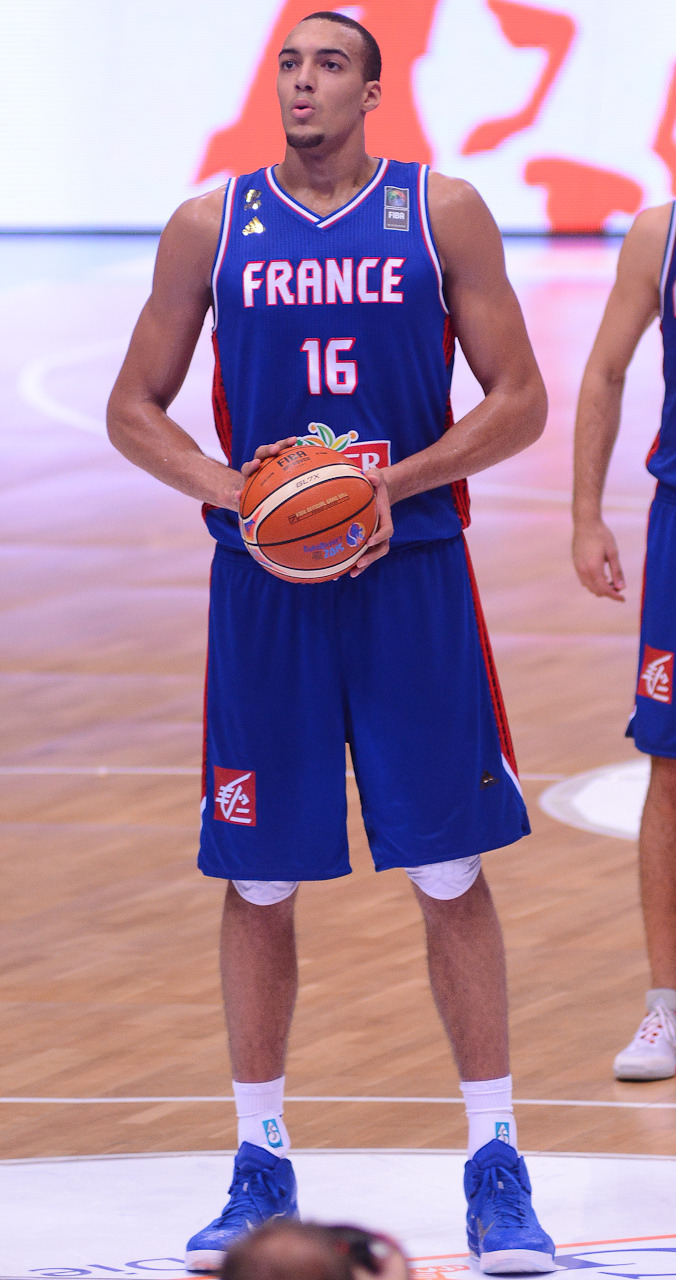
Gobert im Trikot der französischen Nationalmannschaft (2015)

Gobert nahm mit der französischen U20-Nationalmannschaft an der U20-Europameisterschaft 2011 teil. Dabei gewann er die Bronzemedaille. 2012 gewann er mit Frankreich bei der U20-Europameisterschaft die Silbermedaille. Gobert gehörte ebenfalls zum Kader der A-Nationalmannschaft bei der Vorbereitung zu den Olympischen Spielen 2012. Dabei nahm er an zwei Freundschaftsspielen teil. 2016 war er Mitglied der Olympiamannschaft in Rio de Janeiro, die Franzosen holten jedoch keine Medaille.
Mit der Nationalmannschaft wurde Gobert bei der Weltmeisterschaft 2014 in Spanien Dritter. Bei der Europameisterschaft 2015 sowie bei der Weltmeisterschaft 2019 gewann er mit Frankreich ebenfalls die Bronzemedaille. 2021 errang er bei den Olympischen Sommerspielen 2020 die Silbermedaille, Gobert erzielte 10,2 Punkte und 9,4 Rebounds je Turniereinsatz.
2022 stand er mit Frankreich im EM-Endspiel, das gegen Spanien verloren wurde. Gobert erzielte im Turnierverlauf 12,8 Punkte und 9,8 Rebounds je Begegnung. Bei der WM 2023 schied er mit Frankreich überraschend in der Vorrunde aus.
Im August 2024 errang er mit Frankreich die Silbermedaille bei den Olympischen Spielen in Paris.

## Sonstiges
Goberts Vater ist der ehemalige französische Basketballspieler Rudy Bourgarel. Dieser spielte in den 1980ern für das amerikanische Marist College in der Nähe von New York. Sein damaliger Mitspieler bei Marist war der Niederländer Rik Smits. Nach seiner Studentenzeit setzte er seine Profilaufbahn in Frankreich fort, wo er für verschiedene Mannschaften spielte. Bourgarel war Ende der 1980er auch Mitglied der französischen Basketballnationalmannschaft, für die er 19 Länderspiele bestritt.

## Erfolge und Auszeichnungen

### NBA
- 4× Defensive Player of the Year: 2018, 2019, 2021, 2024
- 3× NBA All-Star: 2020–2022
- 1× All-NBA Second Team: 2017
- 3× All-NBA Third Team: 2019, 2021, 2022
- 6× NBA All-Defensive First Team: 2017–2022, 2024
- 1× NBA All-Defensive First Team: 2025
- Bester Shotblocker der NBA: 2017
- Bester Rebounder der NBA: 2022

### Nationalmannschaft
- . Platz bei der Basketball-Weltmeisterschaft 2014 in Spanien
- . Platz bei der Basketball-Europameisterschaft 2015
- . Platz bei der Basketball-Weltmeisterschaft 2019 in China
- . Platz bei den Olympischen Sommerspielen 2020
- . Platz bei der Basketball-Europameisterschaft 2022
- . Platz bei den Olympischen Sommerspielen 2024
- Gewinner der Trophée Alain Gilles als Spieler des Jahres der französischen Nationalmannschaft 2019[31]